# سوكيياكي
سوكيياكي (باليابانية: 鋤焼) هو طبق ياباني يحضر ويقدم في نبيمونو (قدر ساخن ياباني).
يحضر هذا الطبق عادة باستخدام لحم البقر الذي يطبخ ببطئ مع الخضروات ومكونات أخرى. ويعد سوكيياكي طبق شتوي وغالبا ما يعد في البيت خاصة في المناسبات المميزة.

## أصل التسمية
ظهر اسم «سوكيياكي» أول مرة في أواسط القرن السابع عشر في منشورات عديدة مثل كتب الطهي. والجزء «ياكي» في كلمة «سوكيياكي» يعني طهي. إلا أن هناك فرضيات مختلفة حول معنى «سوكي». إحداها تقول إن الإسم استقي من اسم إحدى أدوات الزراعة تسمى «سوكي» أو المجرفة بالعربية. وكان الناس فيما مضى يستخدمون «سوكي» كقدر معدني لطهي الدجاج والسمك. ومن هنا أتى اسم «سوكي-ياكي».

## نبذه تاريخيه
تاريخ «سوكيياكي» بلحم البقر ليس بالبعيد. ففي القرن التاسع عشر عندما بدأت اليابان في الانفتاح على العالم الغربي في نهاية عصر «إيدو» لم يكن أغلب اليابانيين قد تناولوا لحم البقر من قبل. إلا أنه في الأحياء السكنية المخصصة للأجانب في يوكوهاما بالقرب من توكيو كانت المحلات والمطاعم قد بدأت بتقديم أطباق محضرة بلحم البقر. كما ظهرت العديد من أطباق لحم البقر معدة لتناسب ذوق اليابانيين. وفي مدينة كوبيه غربي اليابان، فتح مطعم مختص في طبق سوكيياكي بلحم البقر عام 1869 يقدم شرائح لحم البقر المشوية في قدر مسطح مع صلصة غمس. وانتشرت هذه الطريقة في الطهي لتصل إلى شرقي اليابان وأدت إلى ظهور الأسلوب الحالي لتحضير «سوكيياكي» عن طريق طهي شرائح لحم البقر الرفيعة مع صلصة واريشيتا على مائدة الطعام.

## المكونات
- لحم بقر
- بصل أخضر
- فطر شيتاكيه
- توفو
- شيراتاكي
- بيض
- صلصة واريشيتا (المكونات: صلصة الصويا، سكر، ماء)

## طريقة الطهي
- أولا نحضر صلصة واريشيتا. ضعوا صلصة الصويا والسكر والماء في قدر وسخنوه. اخلطوا المكونات أثناء التسخين. عندما يذوب السكر أطفئوا النار.
- بعد ذلك، قطعوا المكونات. لا تتخلصوا من الدهن لأننا سنستخدمه لاحقا لطهي الخضراوات. ابسطوا اللحم فوق لوح التقطيع ثم قطعوه إلى شرائح رفيعة. ينبغي أن تكون الشرائح بسمك 5 مليمترات ويكون سطح كل قطعة عريضا بأكبر قدر ممكن.
- قطعوا البصل الأخضر إلى قطع طولها 3 سنتيمترات. تخلصوا من سيقان حبات الفطر شيتاكيه، واقطعوا القسم العلوي إلى النصف عن طريق إمالة السكين للحصول على قطع قطرية الشكل. بعد ذلك قطعوا التوفو إلى مكعبات طولها 3 سنتيمرات وسمكها سنتيمترين.
- صفوا الشيتاكيه باستخدام مصفاة وقطعوه إلى قطع طولها 10 سنتيمترات. اغلوا الماء في قدر وضعوا فيه الشيتاكيه واطهوه لمدة دقيقتين. بعد ذلك صفوه من الماء بالمصفاة.
- ضعوا موقد نار صغير مزود بخرطوشة غاز وقابل للحمل فوق مائدة الطعام. ضعوا مقلاة أو قدرا ضحلا فوق النار ليسخن. ضعوا فيه بعضا من الزيت النباتي. ثم أضيفوا نصف كمية البصل الأخضر.
- عندما يتحول لون البصل الأخضر إلى البني الخفيف تخلصوا من الزيت وأطفئوا النار. بعد ذلك جمعوا البصل في موقع واحد ثم ضعوا الشيتاكيه والتوفو وشيراتاكي محتفظين بهم في مجموعات.
- اسكبوا صلصة واريشيتا إلى أن تغمر المكونات حتى النصف. اطهوا الكل على نار متوسطة.
- عندما تبدأ الصلصة في الغليان ضعوا شرائح اللحم واحدة تلو الأخرى وأنتم تراقبون حرارة الصلصة حتى لا تنخفض. عندما تنتهون من وضع نصف كمية اللحم في القدر اطهوا المكونات لمدة تتراوح ما بين 4 و5 دقائق.
- حضروا سلطانية لكل فرد واخفقوا بيضة في كل واحدة منها. التقطوا اللحم المطهي والخضراوات من القدر واغمسوها في البيض النيئ. إن البيض النيئ اختياري. فإذا لم يكن بإمكانكم الحصول على بيض طازج يمكن تناوله نيئا أو إذا كنتم لا تحبون تناول البيض نيئا يمكنكم تناول الطبق بدونه.
- عندما تأكلون كمية مناسبة من المكونات المطهية، حركوا ما تبقى منها باتجاه أحد جوانب القدر ثم أضيفوا مكونات جديدة وبعضا من صلصة واريشيتا. استمروا في تناول الطبق وأنتم تطهون المكونات.